# Paul Suter
Paul Suter, né le 9 mars 1892 à Gränichen, Canton d'Argovie, Suisse, mort le 6 avril 1966 à Paris, est un coureur cycliste suisse, spécialiste du demi-fond.
Paul Suter avait cinq frères, Max Suter (de), Franz Suter (de), Fritz, Gottfried et Henri Suter, qui ont tous été coureurs cyclistes. En 1914 son frère Franz Suter (de) a été heurté par un train en traversant un passage à niveau  et est mort à l'âge de 24 ans, à Courbevoie, sous les yeux de Paul.
Paul Suter a remporté en 1910 (en tant qu'amateur), le premier Championnat de Suisse à Zurich, puis les plus importants, courses suisses  d'un jour. Il a été professionnel de 1911 à 1930. En 1911, il a gagné le Tour de Saxe. Dans la même année, il a remporté conjointement avec son frère Franz les Six jours de Hambourg ; ils ont été les premiers, en Suisse, à remportert une victoire dans une Course de six jours. 
Après la Première Guerre mondiale, Paul Suter s'est tourné vers le demi-fond. Il est septuple champion de Suisse de la discipline. En 1923, il devient champion du monde devant son public à Zurich.

## Palmarès sur piste

### Championnats du monde
- Anvers 1920
  -  Médaillé de bronze du demi-fond
- Copenhague 1921
  -  Médaillé d'argent du demi-fond
- Paris 1922
  -  Médaillé d'argent du demi-fond
- Zurich 1923
  -  Champion du monde de demi-fond
- Tuirin 1926
  -  Médaillé de bronze du demi-fond

### Six jours
- Six jours de Hambourg : 1911 (avec Franz Suter (de))

### Championnats nationaux
- Champion de Suisse de vitesse amateurs : 1910
- Champion de Suisse de demi-fond : 1920, 1921, 1923, 1924, 1925, 1926, 1927

## Palmarès sur route
- 1910
  - Championnat de Zurich amateurs
  - 3e du championnat de Suisse sur route amateurs
- 1911
  - Munich-Zurich
- 1912
  - Munich-Zurich
  - 2e du Tour de la Hainleite
- 1913
  - Munich-Zurich
- 1915
  - 3e du championnat de Suisse sur route